# The High End of Low
The High End of Low—en español: En Lo Más Alto De Lo Bajo — es el séptimo disco de estudio de Marilyn Manson. Fue grabado en Hollywood a finales de 2008. Sean Beavan, quien mezcló Antichrist Superstar, Mechanical Animals, y Eat Me, Drink Me, es coproductor de este álbum. La fecha oficial de salida fue el 26 de mayo. El álbum debutó en el número cuatro en el Billboard 200, cayendo a los números 24 y 60 en su segunda y tercera semana. El álbum vendió 92.000 copias en todo el mundo en su primera semana. A nivel mundial, lleva vendido más de 317.000 de copias.

## Información del álbum
El 29 de noviembre de 2007 se supo que Marilyn Manson planeaba empezar a escribir canciones para su séptimo disco de estudio. La grabación empezó al término del tour 'Rape to the world'. Se mencionó a Kerry King (de Slayer), James Iha (guitarrista de The Smashing Pumpkins), y Nick Zinner (de los Yeah Yeah Yeahs) como contribuidores del disco.
En una entrevista el 11 de enero de 2008, Marilyn Manson dijo, "Yo sólo siento como si una gran oportunidad estuviera pasando ahora. Y lo será. Eat Me, Drink Me está abriendo la ventana y esto va a ser el huracán Katrina." Un sencillo fue programado para ser lanzado en febrero del 2009.
Manson rompió la empresa con Tim Skold y se reunió con Twiggy Ramirez. Los dos, junto con Ginger Fish y Chris Vrenna están trabajando en el álbum Los Ángeles planeado para comienzos del 2009. En una entrevista con Steppin' Out, Manson describió el nuevo álbum como, "muy cruel, muy heavy, y muy violento".
Marilyn Manson habló sobre el nuevo álbum en la edición de febrero de 2009 de la revista Revolver y reveló el título de dos nuevas canciones: "I Wanna Kill You Like They Do in the Movies" y "Arma-goddamn-motherfucking-geddon."
Manson lanzó una declaración en Víspera de Navidad para desmentir rumores sobre su vida privada y la colaboración con la banda Ne-Yo.
El 12 de enero se reveló el título de la primera canción del álbum, Devour. El 2 de febrero se amunció el nombre del disco, y el primer video-clip fue Arma-goddamn-motherfuckin-geddon. El segundo single fue Running To The Edge Of The World. El 3 de diciembre Marilyn Manson anunció su separación de la casa discográfica Interscope.

## Portada
La portada muestra a Marilyn Manson de perfil en su casa sosteniendo unas luces led rojas sobre su cabeza, con una iluminación azulada en la parte inferior.

## Lista de canciones
Todas las letras escritas por Marilyn Manson, toda la música compuesta por Twiggy Ramirez y Chris Vrenna, excepto "Wight Spider" por Ramirez, Vrenna y Manson. 
| The High End of Low – Standard edition |                                                 |          |  |
| N.º                                    | Título                                          | Duración |  |
| 1.                                     | «Devour»                                        | 3:46     |  |
| 2.                                     | «Pretty as a ($)»                               | 2:45     |  |
| 3.                                     | «Leave a Scar»                                  | 3:55     |  |
| 4.                                     | «Four Rusted Horses»                            | 5:00     |  |
| 5.                                     | «Arma-goddamn-motherfuckin-geddon»              | 3:39     |  |
| 6.                                     | «Blank and White»                               | 4:27     |  |
| 7.                                     | «Running to the Edge of the World»              | 6:26     |  |
| 8.                                     | «I Want to Kill You Like They Do in the Movies» | 9:02     |  |
| 9.                                     | «WOW»                                           | 4:55     |  |
| 10.                                    | «Wight Spider»                                  | 5:33     |  |
| 11.                                    | «Unkillable Monster»                            | 3:44     |  |
| 12.                                    | «We're from America»                            | 5:04     |  |
| 13.                                    | «I Have to Look Up Just to See Hell»            | 4:12     |  |
| 14.                                    | «Into the Fire»                                 | 5:15     |  |
| 15.                                    | «15»                                            | 4:21     |  |

## Bonus CD
| N.º | Título                                                              | Duración |  |
| 1.  | «Arma-goddamn-motherfuckin-geddon» (Teddybears Remix)               | 3:31     |  |
| 2.  | «Leave a Scar» (Alternate Version)                                  | 4:02     |  |
| 3.  | «Running to the Edge of the World» (Alternate Version)              | 6:08     |  |
| 4.  | «Wight Spider» (Alternate Version)                                  | 5:28     |  |
| 5.  | «Four Rusted Horses» (Opening Titles Version)                       | 5:02     |  |
| 6.  | «I Have to Look Up Just to See Hell» (Alternate Version)            | 4:07     |  |
| 7.  | «Into the Fire» ((Alternate version) - Japan Edition (Bonus Track)) |          |  |

## Posición de listas
| Chart 2009                      |    |
| ------------------------------- | -- |
| Billboard 200                   | 4  |
| Mexican Albums Chart (AMPROFON) | 34 |
| UK Albums Chart (OCC)           | 19 |
| Japan Albums Chart (Oricon)     | 9  |
| Australian Album Chart (ARIA)   | 12 |

## Personal
- Marilyn Manson – Vocal, percusión, guitarras, producción.
- Twiggy Ramirez – Guitarras, bajo, teclado, producción.
- Chris Vrenna – Teclado, programación, batería, producción.
- Ginger Fish – Piano en "Into The Fire"
- Andy Gerold - Bajista en vivo